# Perzsa varázsfa
A perzsa varázsfa, kaukázusi varázsfa vagy iráni varázsfa (Parrotia persica) lombhullató fa a csodamogyoró-félék (Hamamelidaceae) családjából, a Parrotia nemzetség egyetlen faja, de szorosan kapcsolódik a csodamogyoró (Hamamelis) nemzetséghez. Őshonos Észak-Iránban, ahol endemikus az Alborz hegyekben.
A Parrotia nemzetség a német származású természettudósról, Friedrich Parrot-ról (1792-1841) kapta a nevét.

## Leírása
A perzsa varázsfa 30 m magasra, 8–15 m szélesre nő, a törzse akár 150 cm átmérőjű is lehet. Kérge sima, rózsaszínes-barna színű hámló, ahol leválik rózsaszín, zöld és halványsárga foltok maradnak; hasonló módon a platánokhoz. A levelek váltakozó állásúak, tojásdadok, gyakran kissé féloldalasak, 6–15 cm hosszúak és 4–10 cm  szélesek, szélük hullámos; színük fényes zöld, mely ősszel karmazsinvörösre, égő liláspirosra változik.
A virágok kissé hasonlóak a varázsmogyoró virágához, pirosak, tél végén nyílnak; de eltérnek abban, hogy csak négy lekerekített csészelevél van sziromlevelek nélkül, amelyek barna, molyhosan szőrös fellevelekkel körülvett fejecskékben ülnek az ágak oldalán. A porzók szembetűnőek, rajtuk 3–4 mm átmérőjű portokok vannak. Termése két kopáccsal nyíló, kis szarvakban végződő tok, amely fényes barna magokat érlel.

## Kertészeti fajtái
Lenyűgöző őszi színe és sima kérge miatt kerti díszfaként használják fel és több nemesített fajtája van.
- 'Tűzmadár': magyar nemesítésű fajta; levelei pirosasan hajtanak ki, később visszazöldülnek, ősszel a korona tartósan bíborvörös színt ölt;[1]
- 'Horizontalis': félig csüngő, szélesre növekvő vízszintes ágrendszerű;
- 'Pendula' (Kew): kompakt, lehajló, nagyon elegáns megjelenésű fajta;
- 'Select': a fiatal levelek széle lila, egyébként olyan mint az alapfaj;
- 'Vanessa': álló, oszloposabb habitusú az alapfajnál.

## Képek

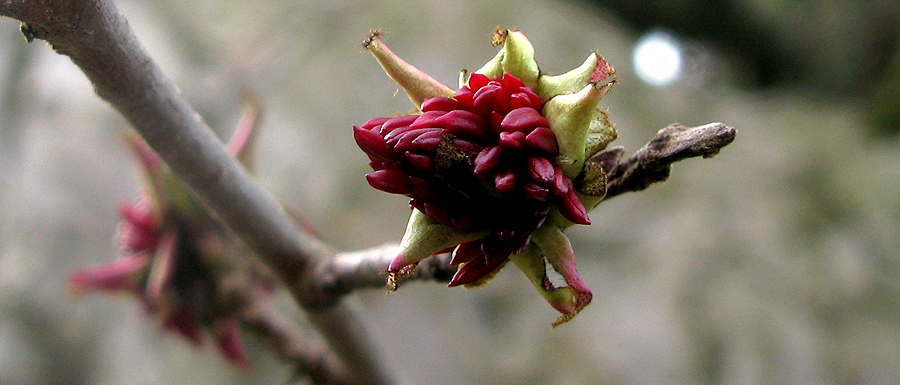
Virágai februárban, Muséum de Toulouse
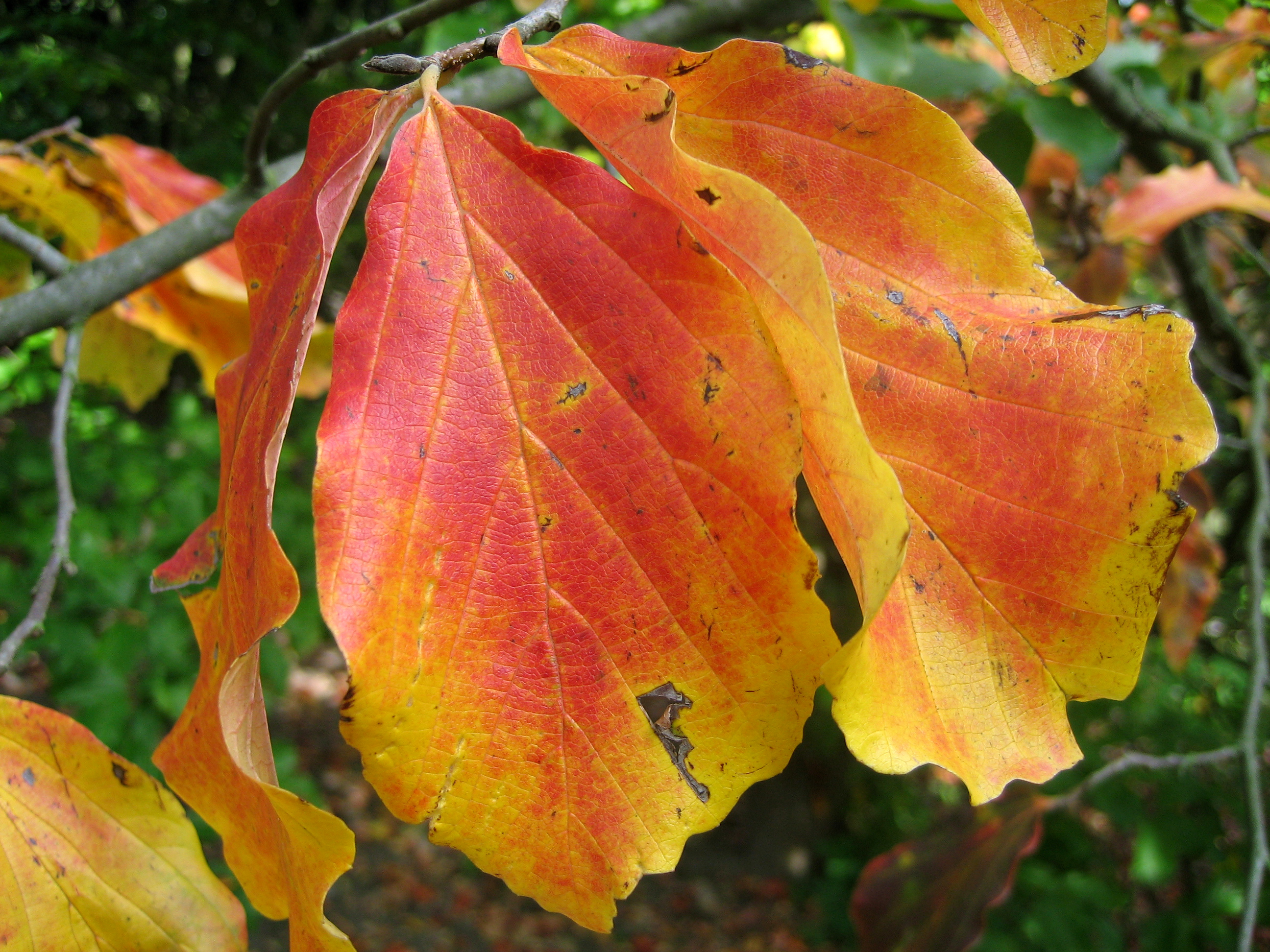
Levelei szeptemberben
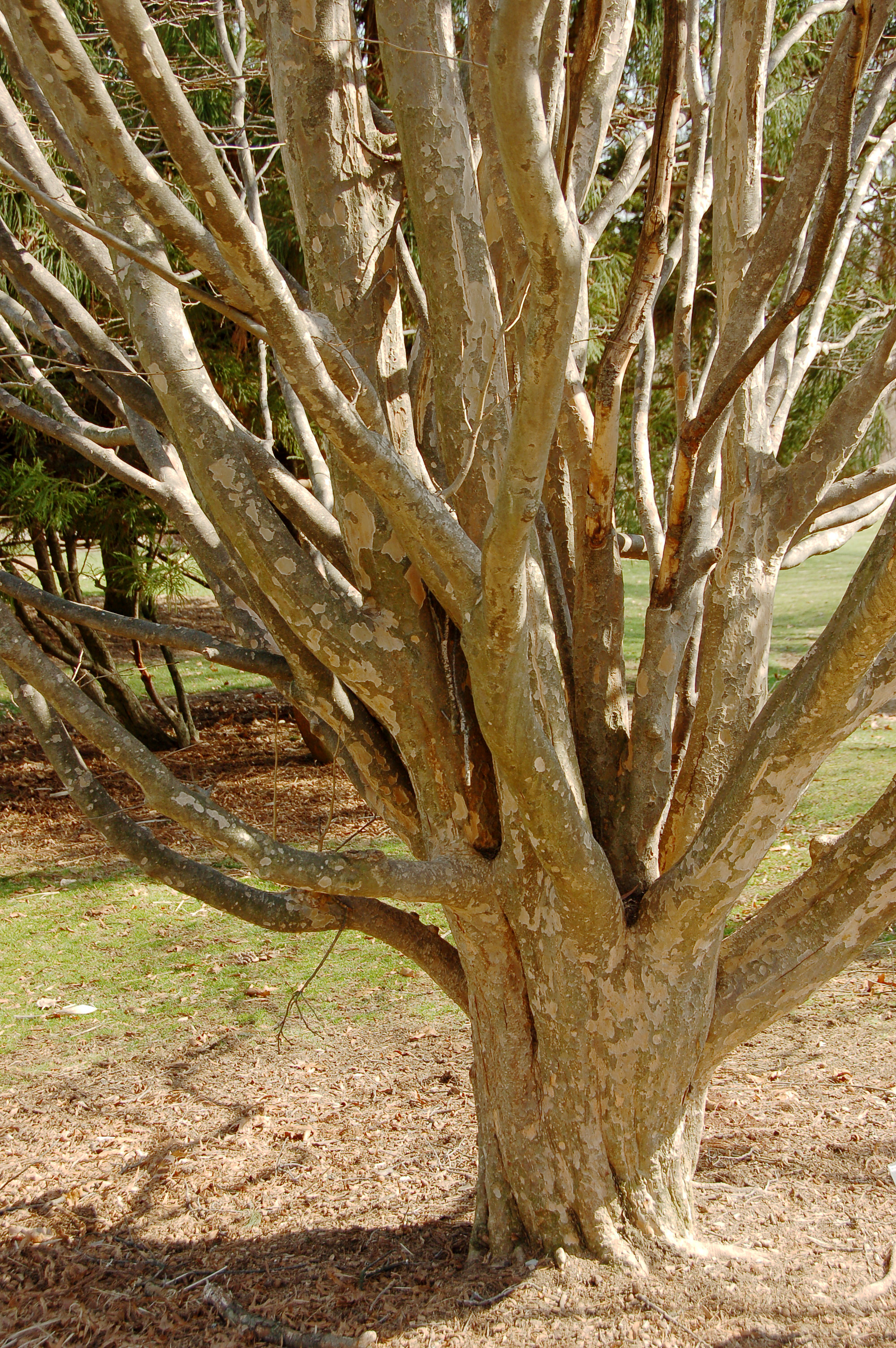
A perzsa varázsfa ágai és kérge
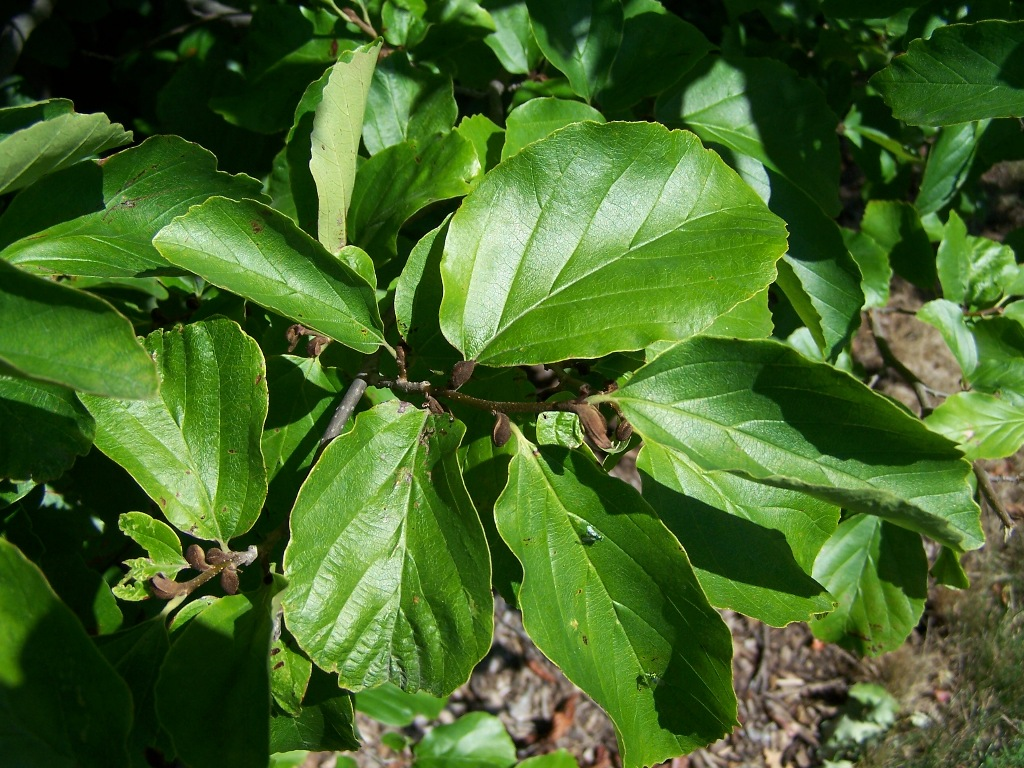
A perzsa varázsfa levelei

## Fordítás
- Ez a szócikk részben vagy egészben a Parrotia persica című angol Wikipédia-szócikk ezen változatának fordításán alapul.  Az eredeti cikk szerkesztőit annak laptörténete sorolja fel. Ez a jelzés csupán a megfogalmazás eredetét és a szerzői jogokat jelzi, nem szolgál a cikkben szereplő információk forrásmegjelöléseként.